# Factoring
Contractul de factoring sau facturaj este un contract comercial de creditare la care participă o societate specializată (societate bancară sau o instituție financiară specializată) în încasarea de facturi, denumită factor, și o societate comercială furnizoare de produse sau servicii, denumită aderent.
Aderentul urmărește să-și încaseze prețul facturilor înainte de termenul de scadență, iar factorul urmărește să obțină un beneficiu, de regulă un anumit procent din facturile pe care le decontează în avans.
În activitatea de factoring ia parte și beneficiarul (clientul) care va fi notificat că trebuie să plătească factura la scadență factorului.
Companiile de factoring se mai ocupă și de administrarea și managementul facturilor clienților, precum și de asigurări împotriva riscurilor de neplată a debitorilor.

## Forme de factoring
- Factoring tradițional (old line factoring) - factorul plătește facturile in momentul în care intră în posesia lor
- Factoring la scandență (maturity factoring) - factorul plătește facturile la momentul scadenței lor
- Factoring fără notificare - factorul se comportă ca un mandatar și nu suportă riscul neplății facturii
- Factoring cu regres - riscul de neplată al debitorului cedat aparține aderentului. În cazul în care debitorul nu achită suma datorată, factorul are drept de regres asupra aderentului.
- Factoring fără regres - riscul de neplată al debitorului cedat este transferat factorului. În cazul în care debitorul nu achită suma datorată, factorul este responsabil de recuperarea plății, fără a implica aderentul.

## Contractul de factoring
Prin încheierea unui contract de factoring nu se are în vedere o operațiune izolată ci se urmărește de regulă exclusivitatea pe un anumit segment de clienți, regiune, sau țară. Avantajul aderentului este unul major pentru că acesta nu trebuie să încaseze facturile de la o multitudine de clienți, ci le încasează direct de la societatea de factoring.
Factorul acceptă facturile pe riscul său, iar în cazul în care debitorul nu plătește acesta nu poate cere plata de la aderent (cu excepția cazului în care aderentul nu furnizează către beneficar serviicile sau mărfurile care fac obiectul facturii). Pentru a-și asuma riscul neplății unei facturi, factorul trebuie să o accepte mai intâi, altfel spus acesta va lucra doar cu clienții pe care-i agreează și care prezintă garanții. Dacă nu acceptă factura, factorul o poate încasa în virtutea unui contract de mandat, fără să-și asume riscul neplății.
Aderentul are obligația de a-i notifica pe clienți că a cedat creanța sa factorului, și acestuia din urmă trebuie să-i plătească.

## Factoringul în România
Piața de factoring din România a fost estimată la 5 miliarde euro în anul 2018.